# Bertone Mantide
El Bertone Mantide es un automóvil de producción limitada basado en el Corvette ZR1 presentado en el 2009 por el fabricante Italiano Bertone.

## Características
El Mantide presenta mejor desempeño general que el ZR1, en parte por su estudiada aerodinámica en túnel de viento así como por una disminución significativa en el peso del vehículo con respecto al modelo americano. La reducción total del peso ha sido posible gracias al empleo de fibra de carbono en los paneles exteriores e interiores. El Mantide es alrededor de 220 lb (100 kg) más ligero que el ZR1.
El motor del Mantide desarrolla 638 cv (476 kW; 647 PS), gracias a su motor V8 sobrealimentado de 6,162 cc (376.0 cu in), capaz de generar 604 lb·ft (819 N·m) de torque a 3800 rpm. Las mejoras aerodinámicas son significativas, reduciendo el drag en un 25% (Cd 0.298) y aumento del 30% en carga aerodinámica con respecto al ZR1. 
Según los datos oficiales, el Mantide es capaz de acelerar de 0-62 mph (0–100 km/h) en 3.2 segundos y alcanzar una velocidad máxima de 351 km/h (218 mph). Bertone planea fabricar y comercializar 10 Mantide a un precio de 2 millones de dólares por unidad.